# Roman Kramsztyk

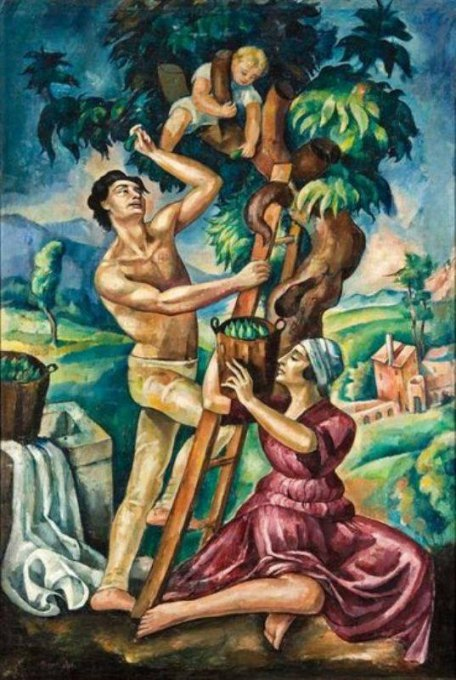
La récolte de figues - 1921

Roman Kramsztyk, né le 18 août 1885 à Varsovie et décédé le 6 août 1942 dans cette même ville, est un peintre polonais d'origine juive. Il est un des représentants du mouvement néoclassique des années 1920 et 1930.

## Biographie
Kramsztyk est né dans une famille juive de Varsovie instruite et assimilée. Il est le fils de Julian Kramsztyk et le petit-fils d'Isaac Kramsztyk] (1814-1889), un rabbin progressiste, prédicateur, juriste, journaliste et patriote polonais. Il étudie le dessin et la peinture à Varsovie avec des artistes renommées influencés principalement par l'impressionnisme: Zofia Stankiewicz (1862-1955), une peintre et féministe polonaise; Adolf Edward Herstein (1869-1932) et Miłosz Kotarbiński (1854-1944), un peintre, graphiste, poète et chanteur polonais. De 1903 à 1904, il s'inscrit à Cracovie à l'Académie des beaux-arts de Cracovie dans l'atelier de Józef Mehoffer, un des plus remarquables représentants de l'Art nouveau en Pologne, puis de 1904 à 1908 à l'Académie des beaux-arts de Munich chez Ludwig von Herterich.
À partir du début 1909 et jusqu'en 1914, il vit de façon intermittente à Paris, tout en restant impliqué dans la vie artistique polonaise. De 1915 à 1924, il s'installe à Varsovie, où il devient membre de la Polskie Towarzystwo Artystyczno-Literackie (Société polonaise des arts et lettres). Pendant la Première Guerre mondiale, il se trouve en Pologne et adhère en 1918 au Nowa Grupa (Nouveau groupe). En 1922, il cofonde le groupe d'artistes Rytm. Les Rytmistes veulent combiner les nouvelles tendances artistiques avec la tradition des ateliers des anciens maîtres, pour encourager un dialogue entre tradition et modernité.
Il retourne alors à Paris, mais décide de se rendre une fois par an en Pologne. En 1939, il est surpris à Varsovie par le déclenchement de la Seconde Guerre mondiale. Bien que ne parlant pas le yiddish et étant plutôt étranger au judaïsme, il est contraint dès novembre 1940, de s'installer dans l'immense ghetto de Varsovie. Ce brusque changement dans sa vie force l'artiste à reconsidérer ou plutôt à réinterpréter son identité. Les lois raciales nazies le forcent à partager le destin d'un peuple avec lequel il avait auparavant très peu de rapport. Dans le ghetto, il entreprend de croquer les pauvres gens, montrer la pauvreté, la faim et la mort.
Kramsztyk est abattu lors de la liquidation du ghetto le 6 août 1942, par un membre de l'armée Vlassov, supplétive des unités allemandes.
Les artistes polonais Przemysław Gintrowski et Jacek Kaczmarski ont interprété la vie de Kramsztyk dans la chanson Kredka Kramsztyka (Le crayon de Kramsztyk).

## Œuvre

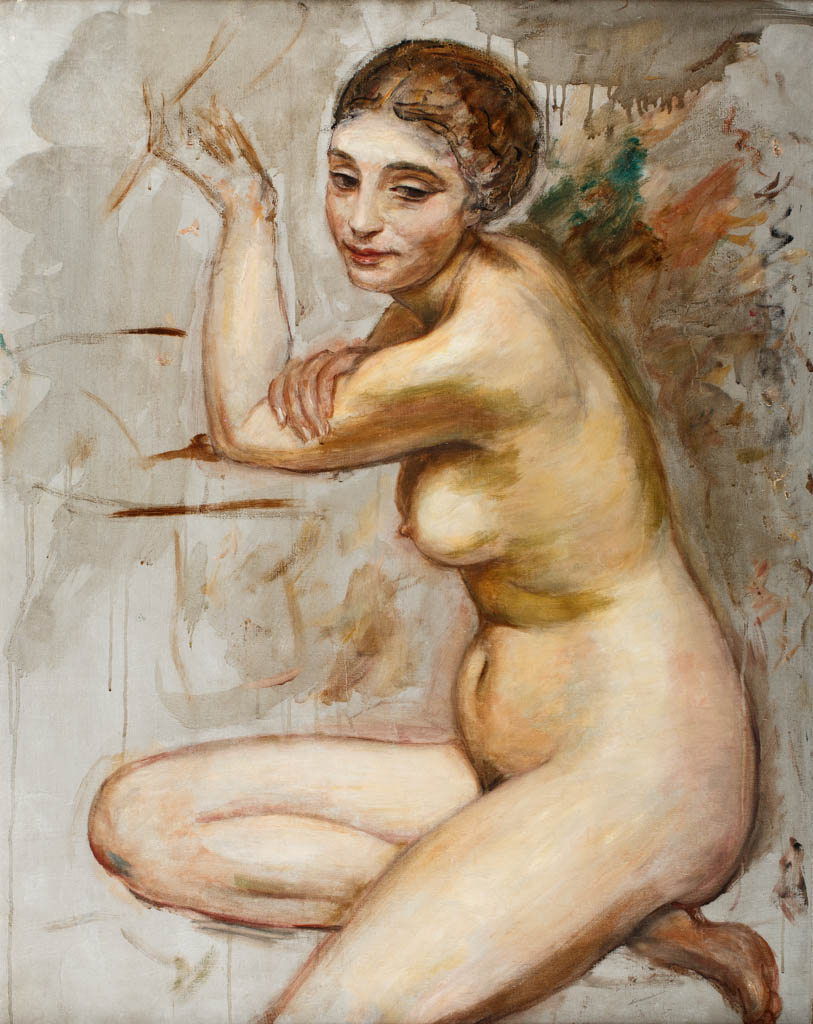
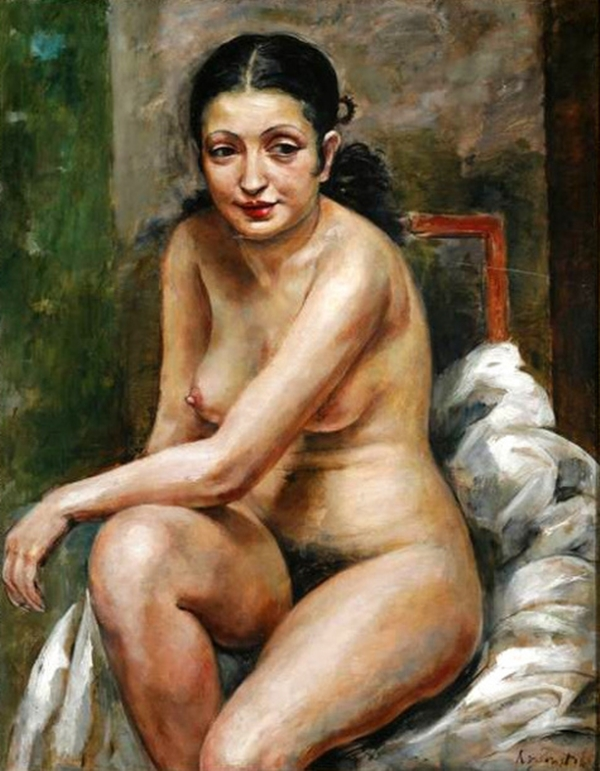
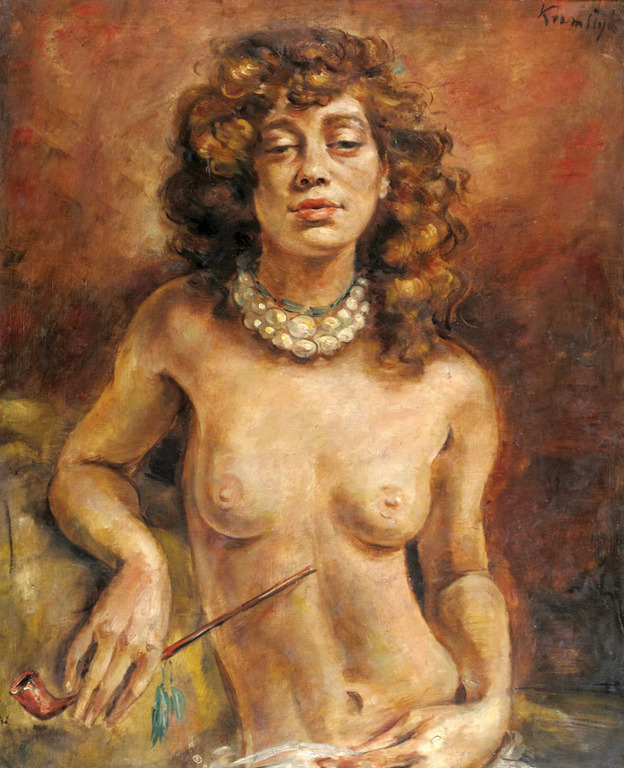
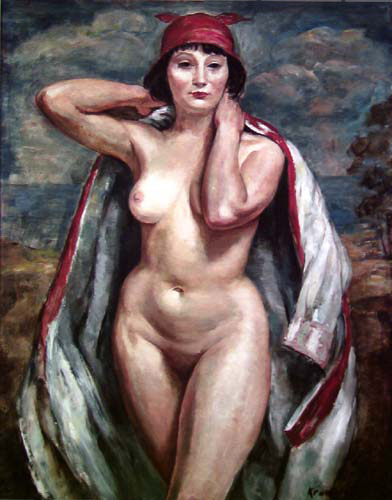

Les œuvres de Kramsztyk sont représentatives du style classique de la peinture polonaise. Comme beaucoup de ses collègues peintres de l'époque, il est également fortement influencé par les œuvres de Paul Cézanne en matière de technique et de composition. Il peint des portraits, des scènes figuratives, des natures mortes et des nus. Kramsztyk est également connu pour sa passion pour le pastel et la sanguine. Au début, il n'utilise qu'un nombre limité de couleurs, en particulier le blanc, le noir, le vert froid et le rouge foncé. Les objets sont séparés par de fines lignes noires. Il peint souvent des femmes assez âgées, y compris des Chinoises et des Africaines, mais aussi des paysages du Sud de la France et de l'Espagne. Après 1918, il peint principalement des scènes et des groupes de personnes, des nus ainsi que des portraits d’intellectuels et d’artistes, ces derniers souvent dans le style des maîtres anciens (style Cinquecento) tels que Pierre Paul Rubens ou Léonard de Vinci.
Jusqu'à la Seconde Guerre mondiale, aucun thème juif ne figure dans son œuvre. Dans les deux dernières années de sa vie, enfermé dans le ghetto, il dessiné des scènes bouleversantes montrant l'extermination du peuple juif. Pressentant la liquidation du ghetto, il confie ses dessins à Maria Konowa-Kowalska, qui se cachait du côté aryen. Après la guerre, Maria Konowa-Kowalska se rend au Brésil où elle organise en décembre 1946 à Sao Paulo, une exposition des dessins du ghetto de Kramsztyk. On ignore ce que sont devenus la plupart de ces dessins. L'un des plus connus, Famille juive dans le ghetto se trouve dans les archives de Ringelblum.

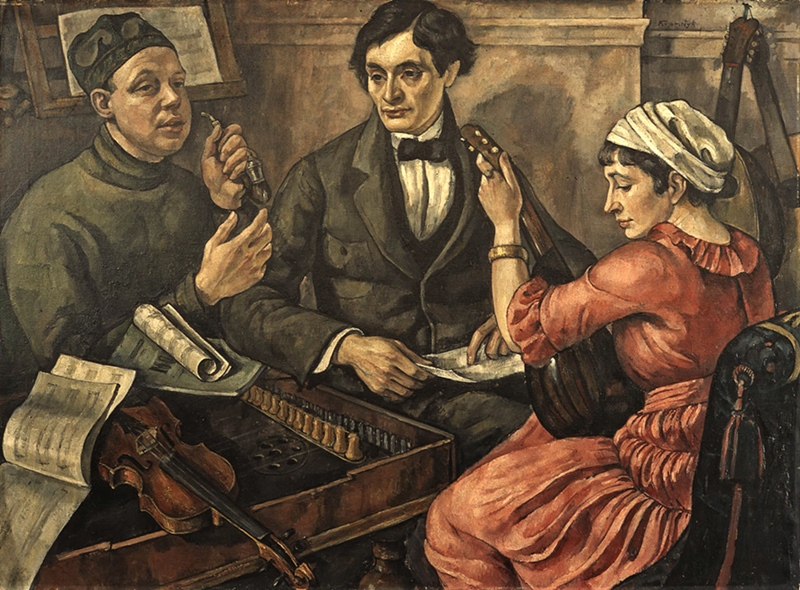
concert - 1918
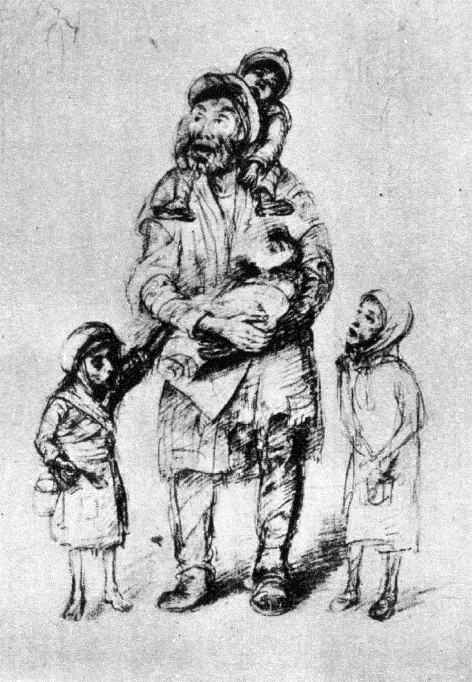
Vieux Juif avec ses enfants - 1941 Ghetto de Varsovie

 Portraits

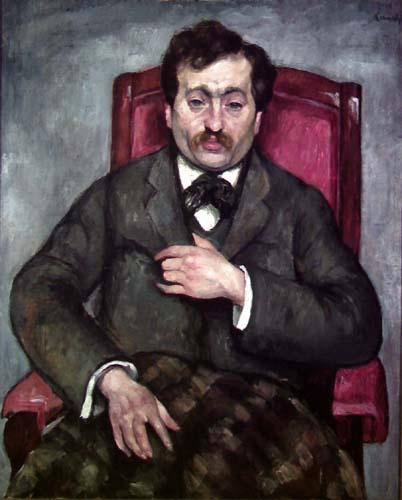
Portrait de l'auteur et galeriste Adolphe Basler 1912
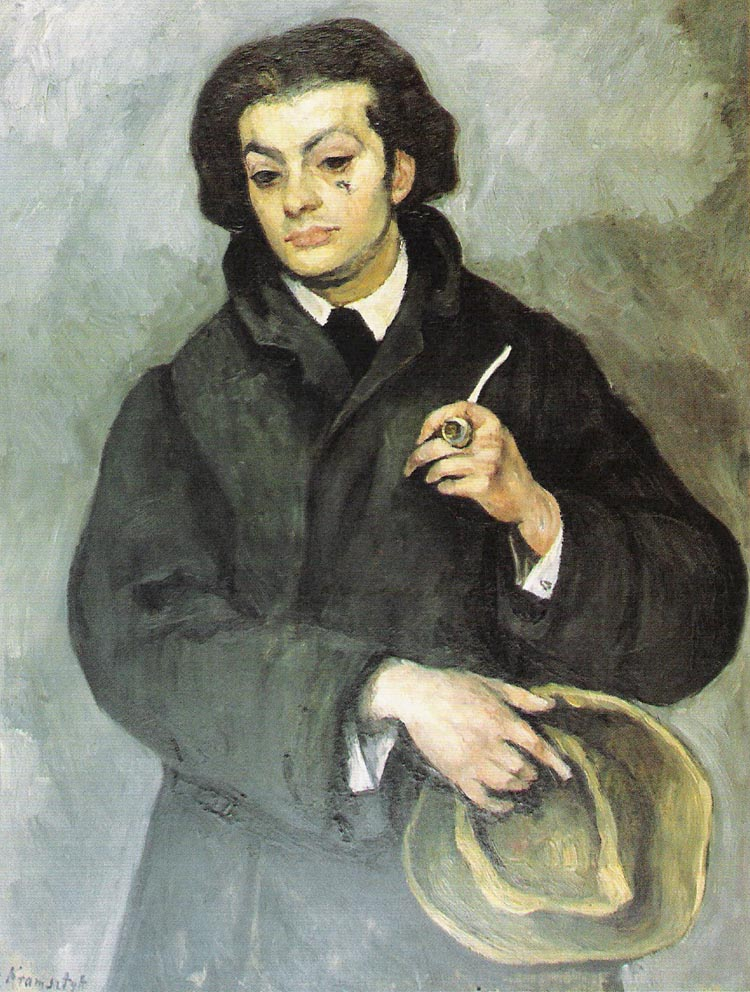
Portrait du peintre Moïse Kisling 1913
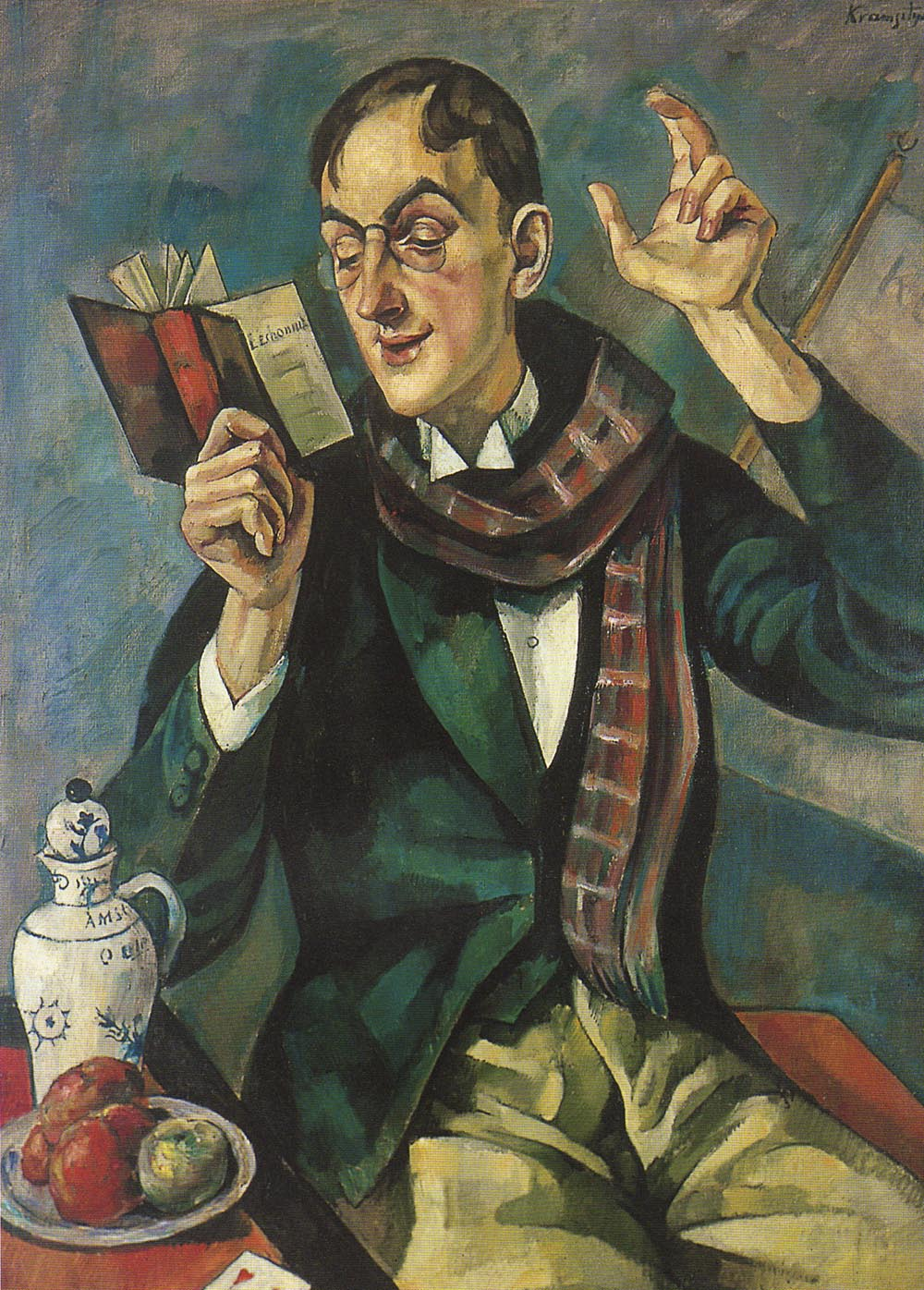
Portrait du poète diplomate Jan Lechoń 1919
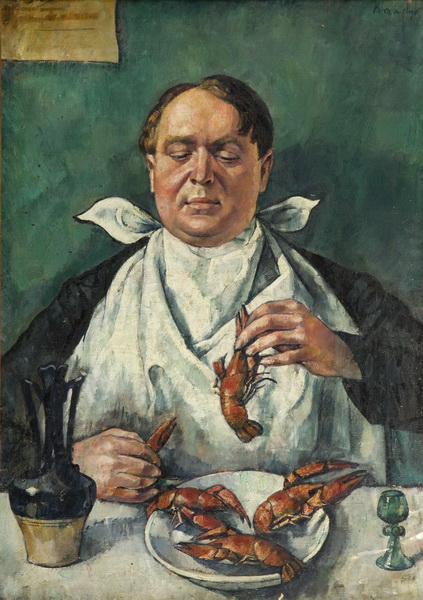
Portrait de Karola Szustra 1927
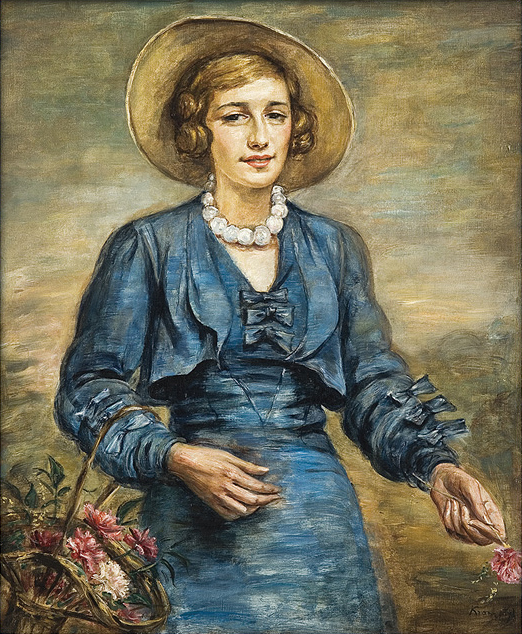
Portrait de Kwiaciarka 1931/1932
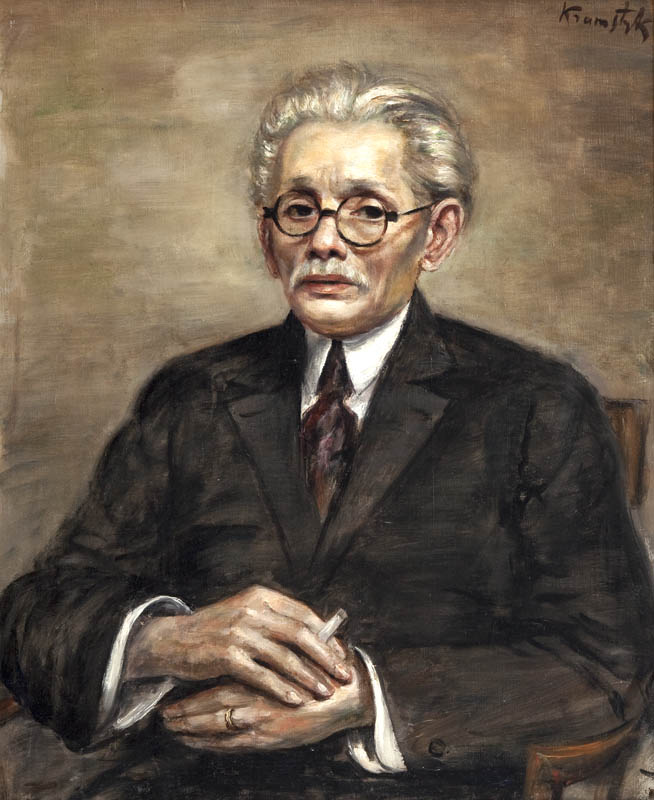
Portrait d'un homme avec cigarette

 Nus
 Paysages

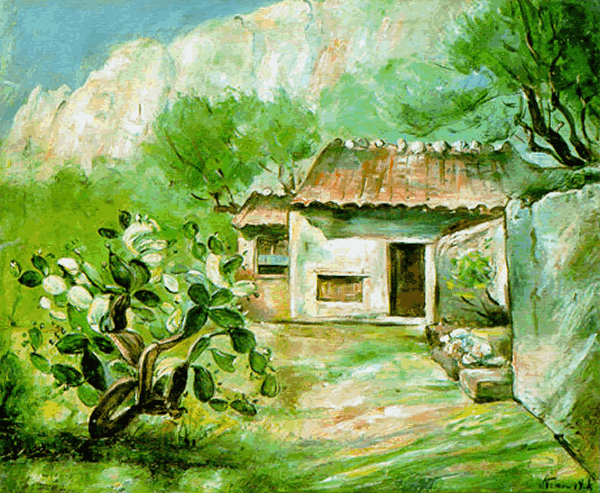
Paysage espagnol
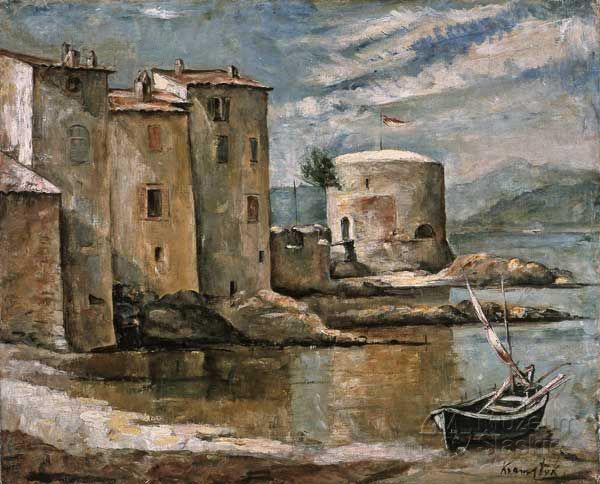
Paysage de bord de mer
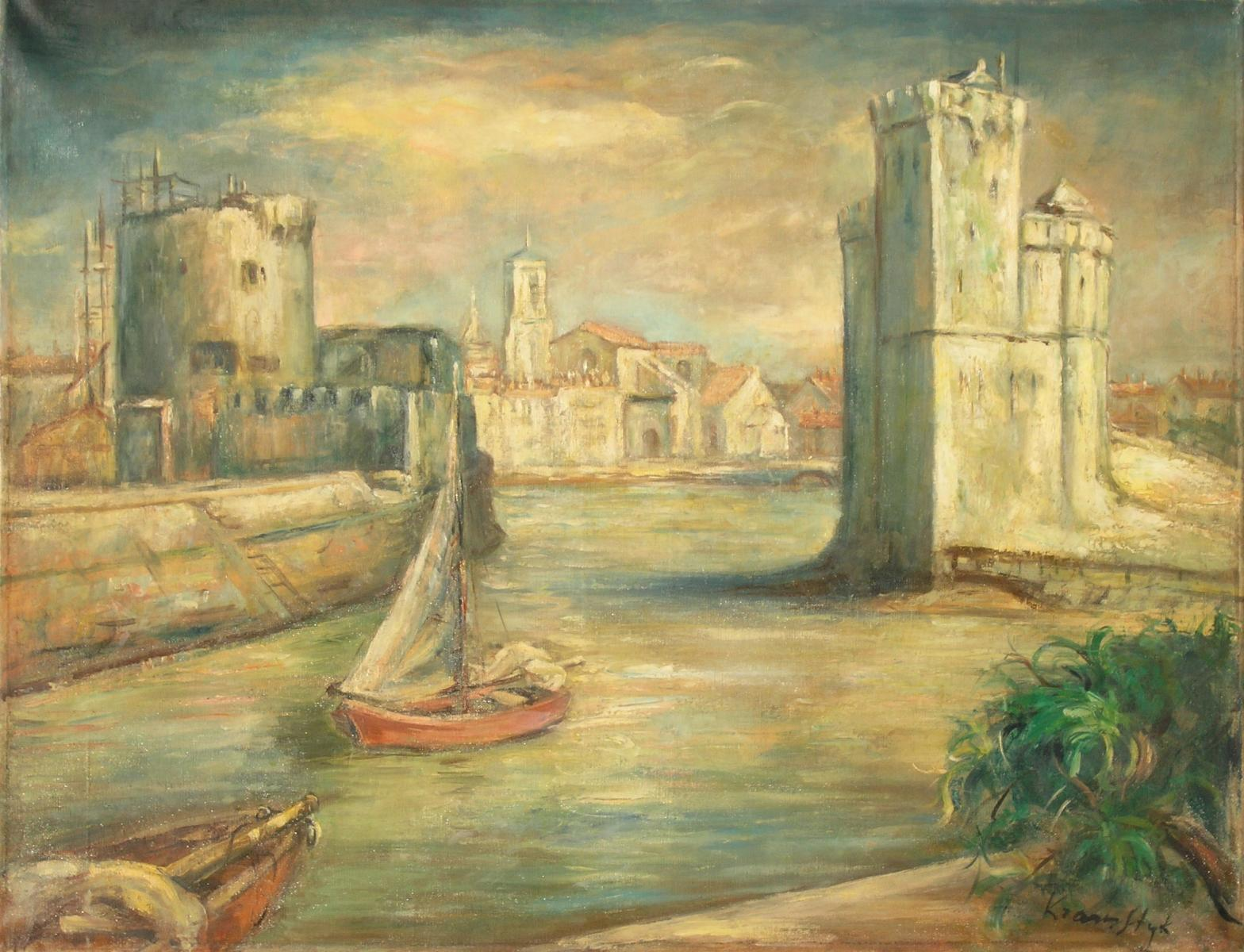
La Rochelle
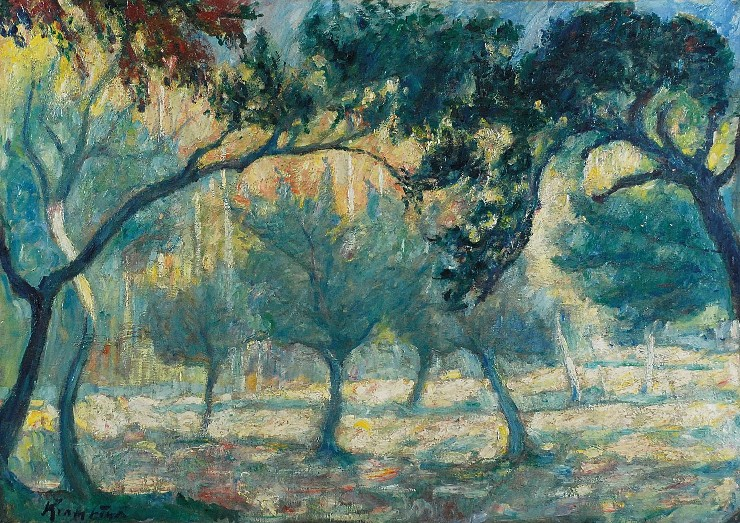
Verger de fruits

## Les expositions
À Paris, ses œuvres ont été exposées dans certains salons parisiens, dont le Salon d'automne de 1908, le Salon des Indépendants des années 1911, 1912, 1913, 1925 et 1926, au Salon des Tuileries de 1928, 1929, 1930 et 1939. Il expose aussi dans des galeries privées: Galerie Druet en 1928; Galerie Zak en 1930 et 1937 et en 1935 à la Galerie des Beaux-arts.
Il est exposant invité à l'Exposition universelle de 1937 à Paris ainsi qu'en 1939 à la Foire internationale de New York. Ses tableaux ont aussi été présentés de son vivant dans de nombreuses autres villes : Barcelone; Berlin; Bruxelles; Édimbourg; Cracovie; Lemberg; Moscou; Pittsburgh;  Posen; Prague; Saint-Louis; Stockholm; Venise; Rome; Varsovie et Vienne. Son Port d'Audierne (1911) a figuré dans l'exposition des Artistes polonais en Bretagne au Musée départemental breton de Quimper, en 2004.